# Acebo (Ribera de Piquín)
Acebo (llamada oficialmente Santiago de Acevo) es una parroquia y una aldea española del municipio de Ribera de Piquín, en la provincia de Lugo, Galicia.

## Otras denominaciones
La parroquia también es conocida por el nombre de Santiago de Acebo.

## Geografía
Se sitúa a la orilla oeste del río Eo, en el extremo norte del concejo, haciendo de límite con el concejo de Fonsagrada. Esta bajo la sierra de Fontagordo y regado por los regueros de Carballais y Oscuro o Escuro. Su capital es Acevo y tiene una población de 39 habitantes.  
Antiguamente pertenecía al concejo de Fonsagrada, pero hacia la década de los 50, pasó a formar parte de Ribeira de Piquín.

## Organización territorial
La parroquia está formada por nueve entidades de población, constando ocho de ellas en el nomenclátor del Instituto Nacional de Estadística español:

### Entidades de población
Entidades de población que forman parte de la parroquia:
- Acevo (Santiago)
- Frebral (Febral)
- Mazo (O Mazo)
- Mende
- Muíña (A Muíña)
- Pena de Cabras

### Despoblados
Despoblados que forman parte de la parroquia:
- Colada (A Colada)
- Grandela
- Navallo (O Navallo)

## Demografía

### Parroquia
| Gráfica de evolución demográfica de Acebo (parroquia) entre 2000 y 2020 |
|                                                                         |
| Datos según el nomenclátor publicado por el INE.                        |

### Aldea
| Gráfica de evolución demográfica de Acevo (aldea) entre 2000 y 2020 |
|                                                                     |
| Datos según el nomenclátor publicado por el INE.                    |

## Economía
Su economía se basa especialmente en la pizarra.